# Ацис ниццкий
Ацис ниццкий (лат. Acis nicaeensis) — вид растений рода Ацис (Acis) семейства Амариллисовые (Amaryllidaceae). Ранее включали в род Белоцветник (Leucojum) под названием Белоцветник ниццкий (лат. Leucojum nicaeense).

## Ботаническое описание
Луковичный многолетник. Луковица диаметром 15-20 мм.
Листья узколинейные, 10-30(40) см длиной и 1,5-2,5 мм шириной, появляются до цветения.
Цветонос 5-18 см, слабый, обычно с 1, реже с 2-3 цветками белого цвета.
Плод — коробочка. Семена чёрные.

## Распространение и экология
Цветёт весной. Встречается на скалах в департаменте Приморские Альпы (Франция) и далее заходит на территорию Италии, где был отмечен в двух-трёх местах.

## Охрана
Во Франции охраняется на национальном уровне. В списке МСОП имеет охранный статус EN — вымирающие виды. Главная угроза для мест обитания этого вида является урбанизация. Также страдает от лесных насаждений, изменения растительности в связи с изменениями в сельскохозяйственной практике, эвтрофикации и инвазии видов.